# Pacta sunt servanda
Pacta sunt servanda (łac. umów należy dotrzymywać) – zasada wyrażająca się w tym, że osoba, która zawarła w sposób ważny umowę, musi się z niej wywiązać.
Instytucja wywodząca się z prawa rzymskiego, wyprowadzona przez średniowiecznych glosatorów i komentatorów. Opiera się na dobrej wierze stron stosunku niezobowiązaniowego i jest fundamentalną zasadą w każdym systemie prawnym. Klauzula generalna wzmacniająca rolę umów prawnych oraz pewność i stabilność prawa, jako podstawowego regulatora stosunków społecznych.
Zasada pacta sunt servanda miała pierwotnie zastosowanie w stosunkach cywilistycznych, ale ze względu na swoje kluczowe znaczenie oraz obecność w każdym niemal systemie prawnym stanowi także podstawową zasadę prawa międzynarodowego oraz prawa konstytucyjnego, gdzie wypływa z zasady państwa prawa (art. 2 Konstytucji RP z 1997 r.). Jedna z podstawowych norm w stosunkach międzynarodowych, potwierdzana w wielu aktach prawa międzynarodowego publicznego, począwszy od deklaracji londyńskiej z 17 stycznia 1871, Paktu Ligi Narodów, do Karty Narodów Zjednoczonych (art. 2 ust. 2) z 1945 i Deklaracji zasad prawa międzynarodowego z 1970 (zasada 7). Zasada uregulowana w prawie międzynarodowym publicznym w Konwencji wiedeńskiej o prawie traktatów (art. 26 i 27).
Zasada pacta sunt servanda doznaje ograniczeń na skutek działania klauzuli rebus sic stantibus.